# Aishwarya
Aishwarya Rajya Lakshmi Devi Shah (ur. 7 listopada 1949 w Katmandu, zm. 1 czerwca 2001 tamże) – królowa Nepalu.
Pochodziła z arystokratycznego rodu Rana (w latach 1846–1950 de facto dziedzicznie sprawującego funkcję premiera Nepalu). Jej rodzicami byli generał Kendra Shumsher Jang Bahadur Rana i jego żona Rani Rajya Lakshmi Rana.
W 1970 poślubiła następcę tronu Nepalu, księcia Birendrę (od śmierci swojego ojca króla Mahendry 31 stycznia 1972 kolejnego monarchę). Para miała troje dzieci:
- Dipendrę (1971–2001), w dniach 1–4 czerwca 2001 formalnego króla Nepalu
- księżniczkę Shruti (1976–2001)
- księcia Nirajana (1977–2001)

Została zastrzelona wraz z wieloma krewnymi przez swojego syna Dipendrę w pałacu królewskim.